# Alena Hanušová
Alena Hanušová (29 de maio de 1991) é uma basquetebolista profissional checa.

## Carreira
Alena Hanušová integrou a Seleção Checa de Basquetebol Feminino, em Londres 2012, que terminou na sétima colocação.